# Karlskirche

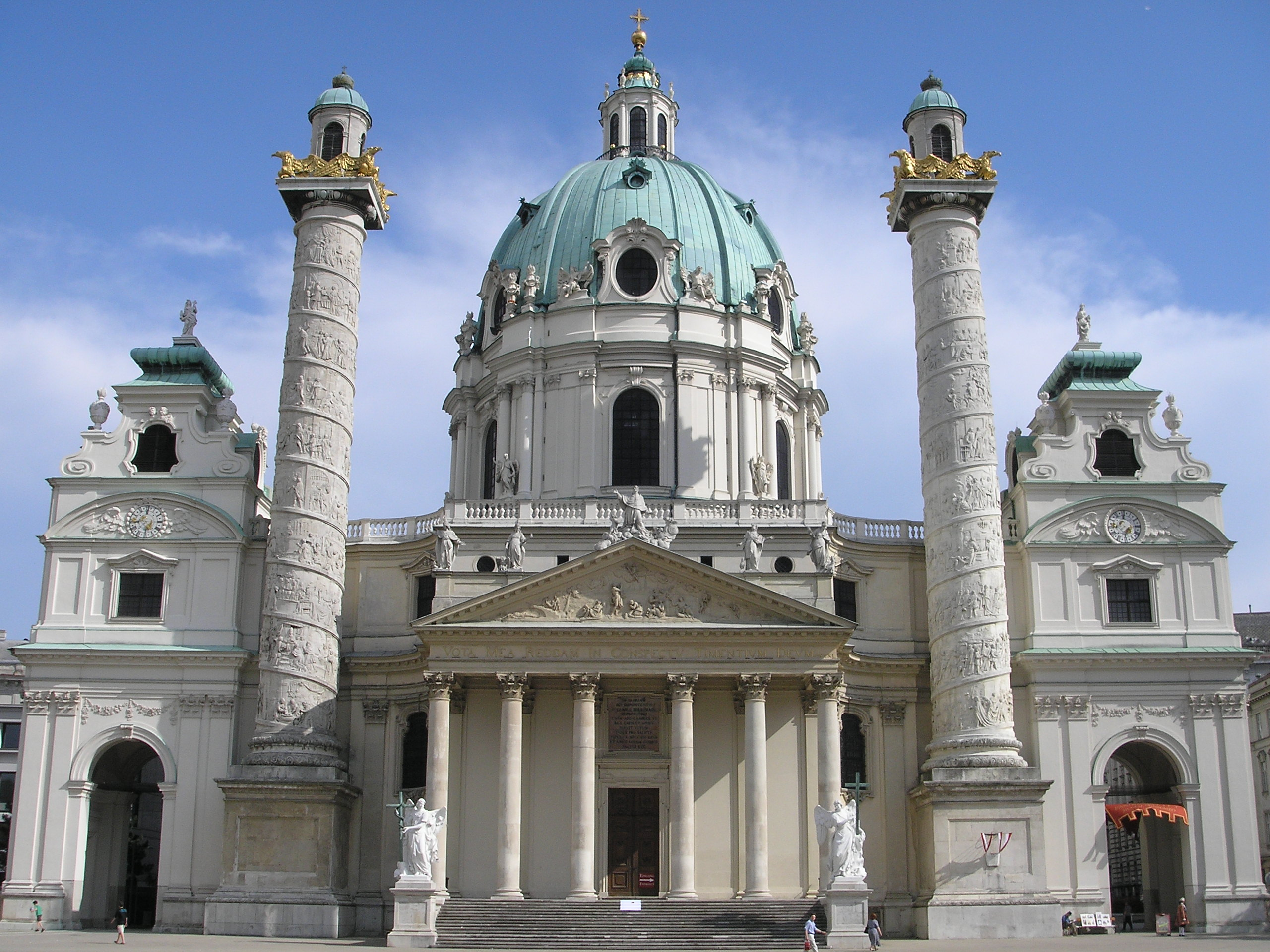
Karlskirche, Wien.

Karlskirche är en kyrka belägen i södra änden av Karlsplatz i Wien. Den är en av de mest enastående barockkyrkorna norr om Alperna och den kröns av en avlång ellipsoidformad kupol. 
Ända sedan Karlsplatz återställdes som en helhet i slutet av 1980-talet har Karlskirche rönt berömmelse på grund av dess kupol och sina två flankerande kolonner med reliefer, såväl som för sin roll som arkitektonisk motvikt till Musikverein och Technische Universität Wien.

## Utformning och byggande
År 1713, ett år efter den sista stora pestepidemin, lovade Karl VI att bygga en kyrka helgad åt Carlo Borromeo. En arkitekturtävling anordnades ur vilken Johann Bernhard Fischer von Erlach gick segrande. 
Byggandet påbörjades år 1716. Fischer von Erlach dog dock, innan kyrkan stod färdig. Det var slutligen hans son Joseph Emanuel Fischer von Erlach som färdigställde den år 1737. 
Som en skapare av historisk arkitektur förenade Johann Bernhard Fischer von Erlach många vitt skilda element i kyrkan. Fasadens mitt, vilken leder fram till vapenhuset, motsvarar portiken på ett grekiskt tempel. De två angränsande kolonnerna, skapade av Lorenzo Mattielli, har Trajanuskolonnen i Rom som förebild. Bredvid dem står två torn, vilka visar tydliga influenser från den romerska barockens mästare Bernini och Borromini. Ovanför entrén höjer sig kupolen över en hög cylinder som den yngre Fischer von Erlach förkortade och delvis förändrade.